# Eparchia di Musc degli Armeni
L'eparchia di Musc o Mush degli Armeni (in latino: Eparchia Muscensis Armenorum) è una sede soppressa della Chiesa armeno-cattolica e sede titolare della Chiesa cattolica.

## Storia
L'eparchia di Musc degli Armeni è stata eretta il 10 luglio 1883, ricavandone il territorio dall'eparchia di Erzerum.
Nel 1890 sono censiti circa 3.500 cattolici armeni, affidati alle cure di 5 sacerdoti.
A causa del genocidio d'inizio Novecento, l'eparchia, come tutte le diocesi armene turche, perse la maggior parte della sua popolazione. L'ultimo vescovo residente fu Giacomo Topuzian, bruciato vivo nel 1915.
Oggi Musc (Muş) degli Armeni sopravvive come sede vescovile titolare; finora la sede non è mai stata assegnata.

## Cronotassi dei vescovi
- Pasquale Giamgian (Haroutyoun Djamdjian) † (16 settembre 1884 - 1º giugno 1886 nominato eparca di Prusa)
- Narsete Gindoyan (Djindoyan), C.A.M. † (31 maggio 1892 - 10 agosto 1909 deceduto)
- Giacomo Topuzian † (27 agosto 1911 - 1915 deceduto)